# 菲利浦甕鰩
菲利浦甕鰩（學名：Okamejei philipi），為軟骨魚綱鰩目鰩科鯆魮屬的一種，分布於西印度洋葉門亞丁灣海域，棲息在大陸坡海域，為底棲性魚類，肉食性，卵生，生活習性不明。